# قانون هیچ‌کس
قانون هیچ‌کس (انگلیسی: No Man's Law) یک فیلم کمدی صامت کوتاه آمریکایی به کارگردانی فرد جکمن است که در سال ۱۹۲۷ منتشر شد. از بازیگران این فیلم می‌توان به اولیور هاردی، باربارا کنت، تئودور فون التز و جیمز فینلیسون اشاره کرد.